# Platypeza millironi
Platypeza millironi är en tvåvingeart som beskrevs av Kessel 1966. Platypeza millironi ingår i släktet Platypeza och familjen svampflugor. Inga underarter finns listade i Catalogue of Life.